# Air Materiel Command

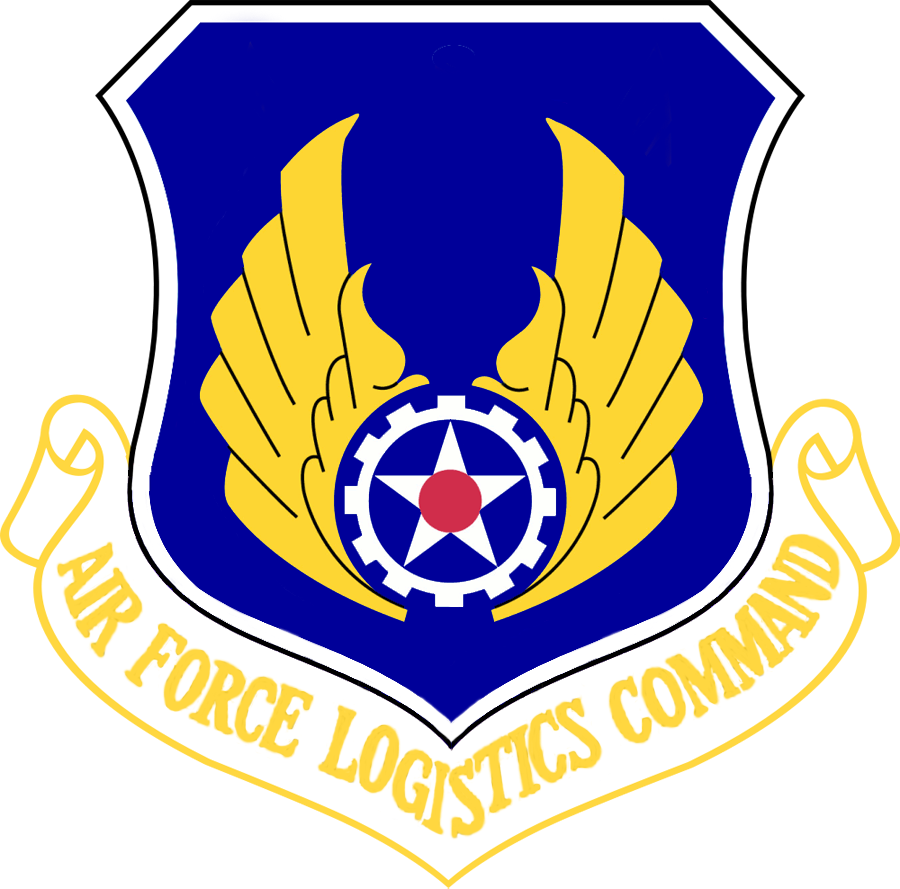
Emblema do Air Force Logistics Command.

Air Materiel Command (AMC), foi um comando da Força Aérea dos Estados Unidos entre 1944 e 1992. A sua sede estava localizada na Wright-Patterson Air Force Base no estado de Ohio. Em 1 de Julho de 1992, o AFLC e o Air Force Systems Command foram fundidos para formar o Air Force Materiel Command, também sediado na Wright-Patterson AFB.